# Seoane (La Baña)
Seoane es una aldea española situada en la parroquia de San Juan de Barcala, del municipio de La Baña, en la provincia de La Coruña, Galicia.

## Toponimia
El topónimo deriva del latín Sanctu(m) Iohanne(m), San Juan.

## Demografía
| Gráfica de evolución demográfica de Seoane entre 2000 y 2018 |
|                                                              |
| Datos según el nomenclátor publicado por el INE.             |